# 麦芽乳
麦芽乳(ばくがにゅう、英: Malted milk)は、大麦麦芽、小麦粉、粉乳からなる粉末である。
糖化したものと無糖化のものと2つの形態がある。糖化麦芽乳は、デンプンを砂糖に分解する酵素を含み、パンの製造等に用いられる。無糖化麦芽乳は活性の酵素を含まず、主に飲料として用いられる。砂糖、着色料やその他の添加物が加えられることもある。

## 歴史

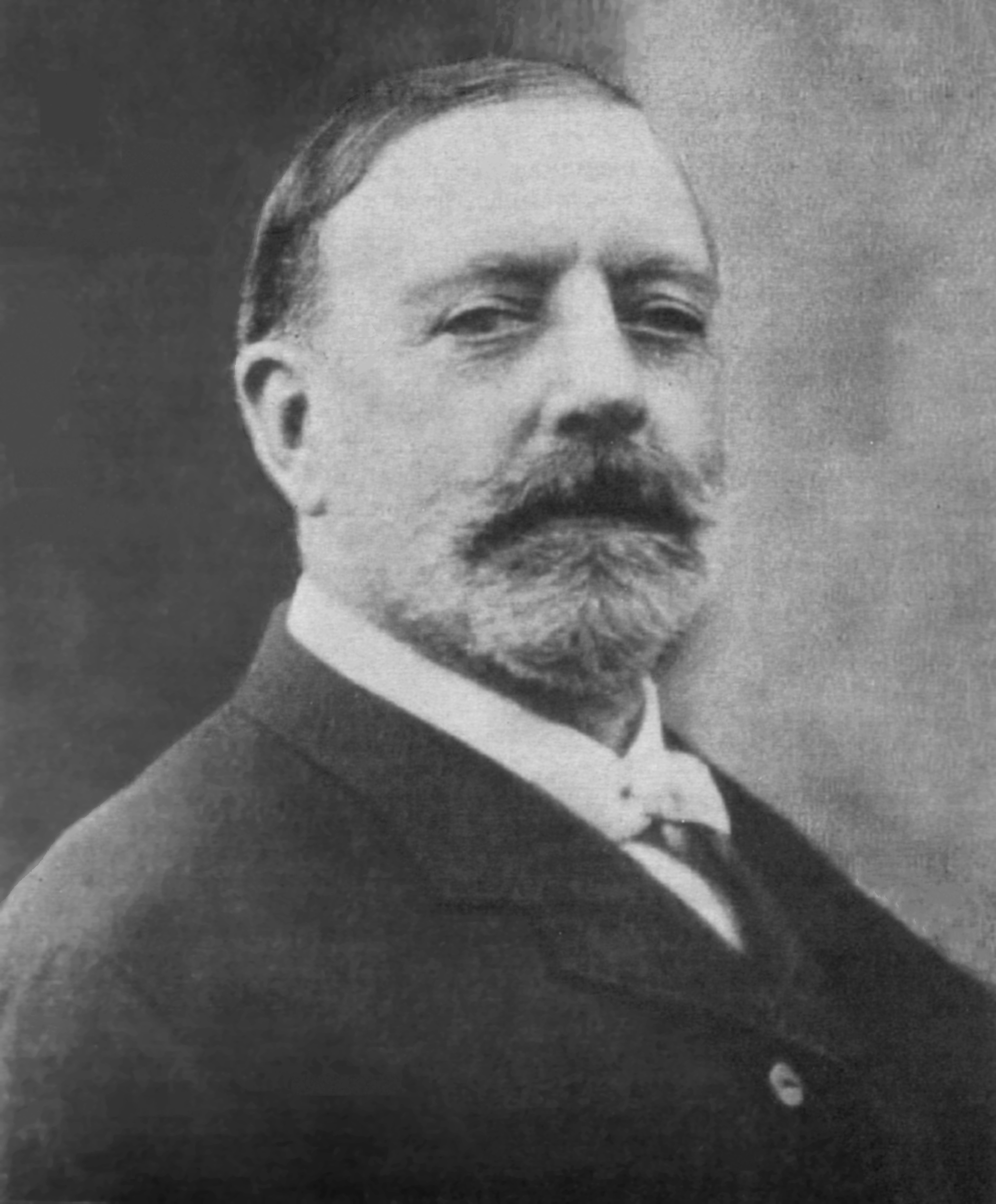
ウィリアム・ホーリック

ロンドンの薬剤師ジェームズ・ホーリックは、小麦と麦芽でできた幼児用の栄養サプリメントのアイデアを持っていた。イギリスではチャンスに恵まれず、ジェームズは既にウィスコンシン州ラシーンに移住していた弟のウィリアム・ホーリックとともに、親戚の採石場で働いた。1873年、ジェームズとウィリアムは、シカゴ近郊で彼らのブランドの幼児食を製造するホーリック(J & W Horlicks)社を設立した。10年後の1988年、彼らは乳幼児・病人用の栄養食品として、穀物と麦芽を牛乳に浸し、加熱・酵素反応・圧搾・真空乾燥することで顆粒状の栄養食品を製造する特許を取得した。それまでの従来品は麦芽を温水で処理して抽出したエキスと焼いた穀物粉を混ぜて乾燥させていたが、ホーリックの発案した製法は麦芽を水ではなく牛乳に浸し、焼き粉を使用せず、酵素分解によりデンプンを糖に変換するものだった。この発明によって穀物とミルクの栄養をそのまま含んだ食品を、暑い季節など気候や大気の状態に左右されずに、乳の生産地から離れ生乳を入手し辛い都市部などでも、酸敗せずに水に溶かして手軽に提供することが可能になったほか、通常の澱粉食品と異なり、デンプンを消化しにくい乳児の消化を助けるとされた。ホーリックの会社は、新製品を"Diastoid"の名称で市場に出したがその名は長く続かなく、1887年には「モルテッド・ミルク（malted milk）」という商標を取得し、その名で売り出し始めた。
もともと幼児や病人のための健康食として開発された麦芽乳は思わぬ市場を獲得した。その軽さ、傷みにくさ、栄養価等から、リチャード・バード提督やロバート・ピアリーといった探検家が世界中の極地探検のさい麦芽乳を携行品に加えた。また、ホーリック兄弟は携帯しやすいよう麦芽乳を錠剤状にした健康食品も開発した。特にウィリアムは1933年のバード提督による南極探検の出資者となり、提督は南極の山脈の一つを彼の名に因んだホーリック山脈と命名した。一方米国では、人々が楽しみのためにホーリックの新しい飲料を飲み始めた。ジェームズはイングランドに戻り、米国で生産した彼らの製品を輸入し、その後準男爵に叙せられた。牛乳、チョコレートシロップ、麦芽乳を混ぜ合わせたものは、ソーダ・ファウンテンでも標準的にメニューに含まれる飲料となり、その飲料にアイスクリームを混ぜ合わせたミルクシェイクも人気を博した。また、麦芽紛乳はビスケットなどの焼菓子や、ワッパーズなどのチョコレート・コーテイング菓子のフィリングにフレーバーとして加えらたりもする。特に焼菓子に加えられる場合は、チョコレート、バニラ、ピーナッツバターのフレーバーと組み合わせると、麦芽乳の微妙なキャラメルやローストの風味が加わり、お互いの風味が増強されるとされる。

## 文化
Malted milkは、エリック・クラプトンのアルバム『アンプラグド〜アコースティック・クラプトン』でカバーされたことで知られるロバート・ジョンソンのブルース曲のタイトルとなっている。